# Чаговец, Василий Юрьевич

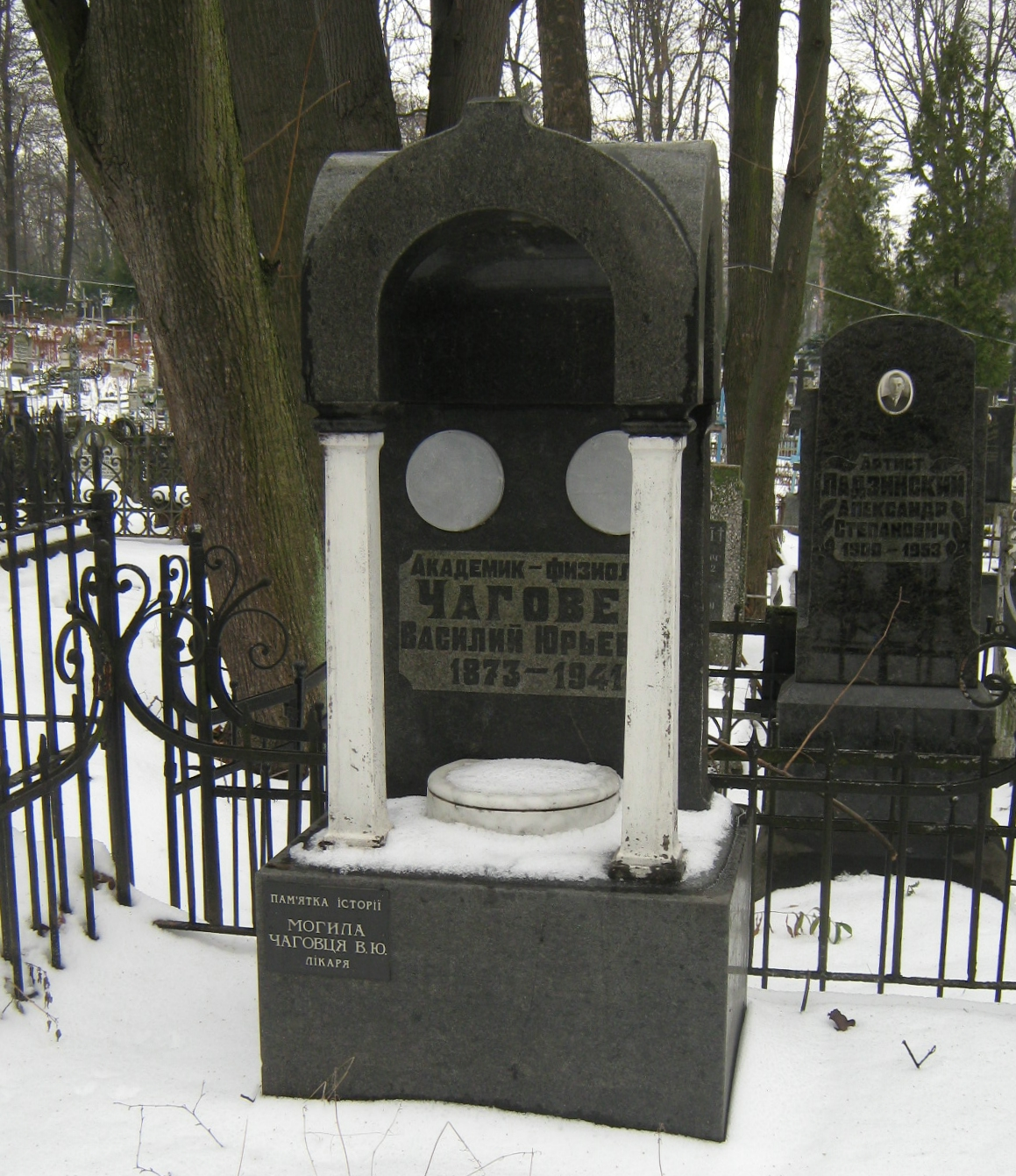
Могила В. Ю. Чаговца

Василий Юрьевич Чаговец (укр. Васи́ль Ю́рійович Ча́говець; 18 [30] апреля 1873, хутор Патичис, Полтавская губерния (ныне Сумской области Украины) — 19 мая 1941, Киев) — украинский советский учёный-физиолог, педагог, профессор, действительный член АН УССР (1939).
Один из основоположников электрофизиологии.

## Биография
Выпускник Императорской военно-медицинской академии в Санкт-Петербурге (1897).
С 1898 по 1902 год — военный врач.
Защитил докт. диссертацию на тему «Очерк электрических явлений на живых тканях с точки зрения новейших физико-химических теорий» (1903).
В 1903—1909 годах преподавал физиологию и проводил исследования в лаборатории академика И. П. Павлова.
В 1909—1910 гг. — профессор Харьковского университета.
С 1910 по 1921 год — заведующий кафедрой физиологии медицинского факультета Киевского университета, в 1921—1935 гг. — заведующий кафедрой Киевского медицинского института, с 1936 по 1941 год — заведующий кафедрой 2-го Киевского медицинского института.
Умер 19 мая 1941 года в Киеве, похоронен на Лукьяновском кладбище.
Сын — биохимик, академик АН УССР Ростислав Чаговец.

## Научная деятельность
Научные работы ученого являются основными по вопросам ионной теории возбуждения и электрофизиологии. Посвящены вопросам применения теории электролитической диссоциации, предложенной С. Аррениусом, по выявлению физико-химического характера электрических потенциалов в живых тканях и механизма их электрического раздражения.
Один из первых приложил к электрофизиологии современные физико-химические воззрения и предложил первую ионную теорию биоэлектрических явлений. Экспериментально обосновал теорию раздражающего действия электрического тока.
Доказал, что демаркационный ток мышцы есть концентрационный ток, возникающий вследствие накопления СО² в поврежденном участке мышцы, теоретически установил величину электродвижущей силы демаркационного тока, удовлетворительно совпадающую с опытом, показал, что кожные токи и токи в растениях суть также концентрационные токи. Независимо от Нернста Чаговец разработал свою теорию возбуждения. Он первый экспериментально доказал, что электрический ток вызывает поляризацию в нерве и живых тканях. Из других работ ученого представляют интерес исследования электрического наркоза, выясняющие природу этого явления.
В. Чаговец был инициатором изготовления отечественной электрофизиологической аппаратуры.

## Избранные труды
- Чаговец В. Ю. О применении теории диссоциации Аррениуса к электрическим явлениям на живых тканях. Доклад в заседании Химического отделения Русского физико-химического общества. Журнал Русского физико-химического общества, 1896; 28(5):431-432.
- Чаговец В. Ю. О применении теории диссоциации Аррениуса к электрическим явлениям на живых тканях. Журнал Русского физико-химического общества, 1896; 28(5):657-663.
- Чаговец В. Ю. О применении теории диссоциации растворов электролитов Аррениуса к электрофизиологии. // Невролологический вестник, 1898; 6(1): 173—183.
- Чаговец В. Ю. Очерк электрических явлений на живых тканях с точки зрения новейших физико-химических теорий. Дисс. док. Медицины. Спб.: Тип. Гл. упр. Уделова, 1903. 315 с.
- Чаговец В. Ю. О математическом методе в биологии. Труды ІХ Съезда об-ва русских врачей в память Н. И. Пирогова, 1904; 1:97-100.
- Чаговец В. Ю. Очерк электрических явлений на живых тканях с точки зрения новейших физико-химических теорий. Электрофизиология нервного процесса, 1906; 2:2-168.
- Чаговец В. Ю. Учебная и учёная деятельность проф. И. Р. Тарханова. Журнал Пироговского общества, 1908; 4:8-15.
- Чаговец В. Ю. Наблюдения над электрическими токами слизистой оболочки желудка собак. Тр. 2-й Всесоюз. съезд физиологов. Изд-во Глав.упр. науч.учрежд., 1926. 282 с.
- Чаговец В. Ю. Конденсаторная теория возбуждения и внутренняя поляризация тканей. Доклады VI Всесоюзного съезда физиологов. Ленинград: 1937. С.806-807.
- Чаговец В. Ю. Аналогия между заряжением конденсаторов и поляризацией. Избран. Труды в одном томе. К.: Изд-во АН Украины, 1957;2:318-319.
- Чаговец В. Ю. Конденсаторная теория возбуждения и внутренняя поляризация живых тканей. Избран. Труды в одном томе. К.: Изд-во АН Украины, 1957; 2:504-505.
- Чаговец В. Ю. О химическом источнике электрических токов в живых тканях. Избран. Труды в одном томе. К.: Изд-во АН Украины, 1957; 1:130-151.
- Чаговец В. Ю. Опыты на моделях. Избран. Труды в одном томе. К.: Изд-во АН Украины, 1957; 1:238-254.
- Чаговец В. Ю. Токи конусообразных мышц. Избран. Труды в одном томе. К.: Изд-во АН Украины, 1957; 1:196-220.
- Чаговец В. Ю. Токи наклонения. Избран. Труды в одном томе. К.: Изд-во АН Украины, 1957; 1:181-196.
- Чаговец В. Ю. Токи, наблюдаемые на правильно построенных мышцах. Избран. Труды в одном томе. К.: Изд-во АН Украины, 1957; 1:151-180.
- Чаговец В. Ю. Электрические органы рыб. Избран. Труды в одном томе. К.: Изд-во АН Украины, 1957; 1:273-293.
- Чаговец В. Ю. Электрические явления в растениях. Избран. Труды в одном томе. К.: Изд-во АН Украины, 1957; 1:294-304.
- Чаговец В. Ю. Электромоторная деятельность мыщц и желез. Избран. Труды в одном томе. К.: Изд-во АН Украины, 1957; 1: 1-304.
- Чаговец В. Ю. Количественные отношения между различными факторами при раздражении живых тканей электрическим током. Избран. Труды в одном томе. К.: Изд-во АН Украины, 1957; 2: 318—319